# لويس والتر
لويس والتر (بالإنجليزية: Lewis Walter)‏ هو صحفي أمريكي، ولد في 14 ديسمبر 1905 في ميشيغان في الولايات المتحدة، وتوفي في 29 سبتمبر 1982.